# Hearts and Spangles
Hearts and Spangles è un film muto del 1926 diretto da Frank O'Connor. Prodotto dalla Gotham Productions, il film aveva come interpreti Robert Gordon, Wanda Hawley, Barbara Tennant, Eric Mayne, Frankie Darro, George Cheeseboro.

## Trama
Giovane studente di medicina, Steve Carris viene espulso dal college a causa di una sua fuga. Trova rifugio presso un circo itinerante di proprietà di Hawkins. Suo padre (e anche suo fratello) infatti, non vuole riaccoglierlo a casa, anche se il giovane viene difeso dalla sorella Marian. Steve, allora, si presta a lavorare nel circo come addetto al tendone, facendo amicizia con tutta la troupe. I suoi amici sono in particolare Peg Palmer, la cavallerizza, Harry Riley, il clown, e Bobby, suo nipote. Barclay, il direttore del circo, non sopporta l'amicizia di Peg con Steve e, dopo aver ricevuto una bastonata da lui, gli giura guerra.

Dopo avere tentato senza successo di riconciliarsi con la famiglia, Steve prende il posto di Harry, il clown. Barclay, per vendicarsi, libera alcuni degli animali feroci del circo, riuscendo a ferire Steve durante la loro fuga precipitosa. Alla fine, il dottor Carris si riconcilia con il figlio e scopre che Bobby, il nipote di Harry, un ragazzino orfano è, in realtà il figlio dl Grace, la moglie di Peter, che lo aveva avuto da un suo precedente matrimonio. Steve, dal canto suo, porta all'altare la sua Peg.

## Produzione
Il film fu prodotto dalla Gotham Productions.

## Distribuzione
Il copyright del film, richiesto dalla Lumas, fu registrato il 21 aprile 1926 con il numero LP22628.
Distribuito dalla Lumas Film Corporation, il film uscì nelle sale statunitensi il 15 giugno 1926. La Stoll Picture Productions lo distribuì nel Regno Unito il 2 agosto 1926. In Brasile, il film prese il titolo Amores de Palhaço.
Non si conoscono copie ancora esistenti della pellicola che viene considerata presumibilmente perduta.